# Lysikratesmonument

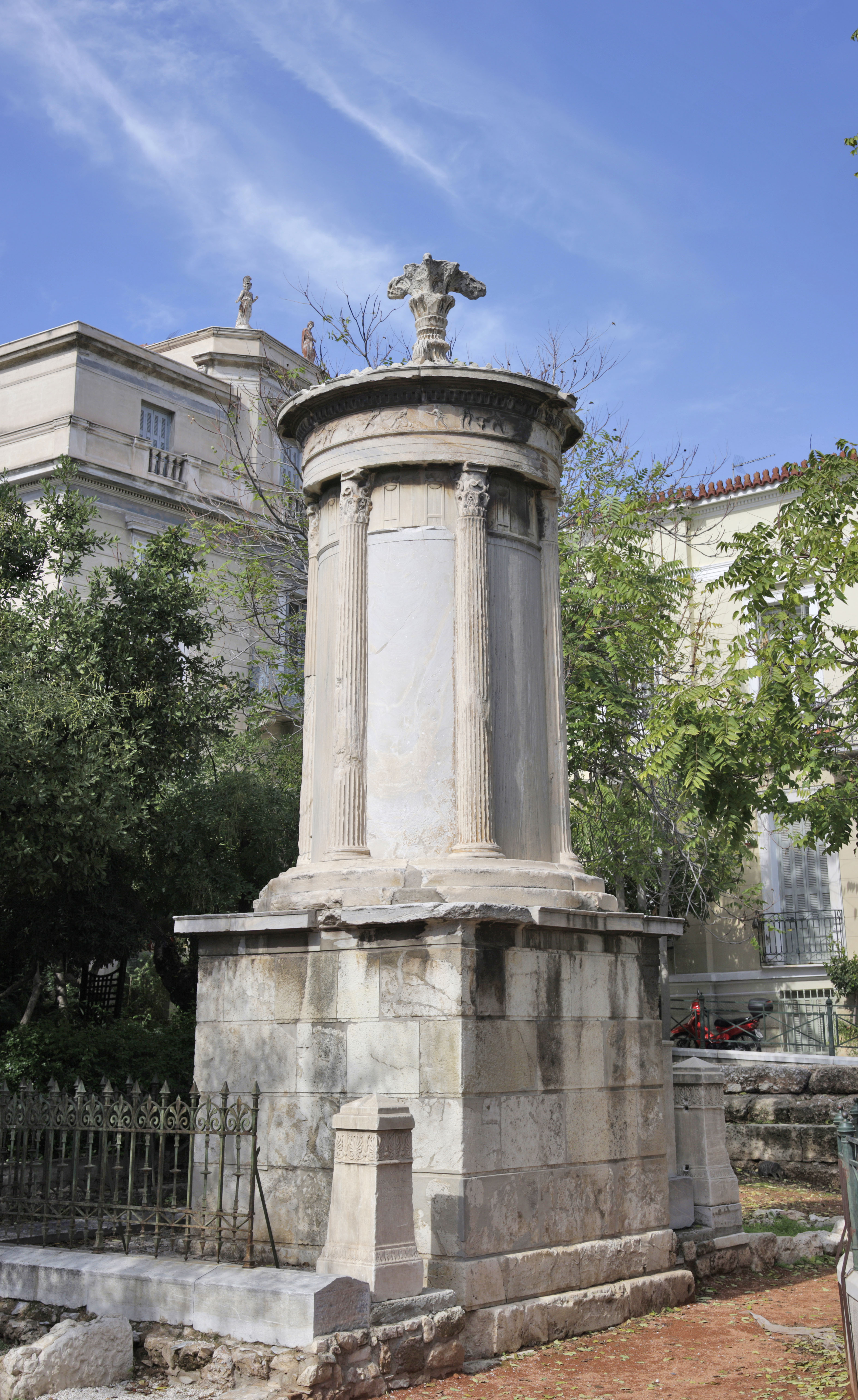
Lysikratesmonument

Das Lysikratesmonument (auch Lysikratesdenkmal, Laterne des Diogenes) in Athen, unweit des Ostabhangs der Akropolis im Viertel Plaka, wurde in der 2. Hälfte des 4. Jhs. v. Chr. im Auftrag des Choregen Lysikrates errichtet und erinnert an dessen Sieg mit einem Knabenchor während der Festspiele zu Ehren des Dionysos im Jahr 335/334 v. Chr. Es trug ursprünglich den Siegespreis des Lysikrates, einen Bronze-Dreifuß.
Ebenso wie der Turm der Winde wurde es zum Vorbild klassizistischer Pavillonbauten.

## Geschichte

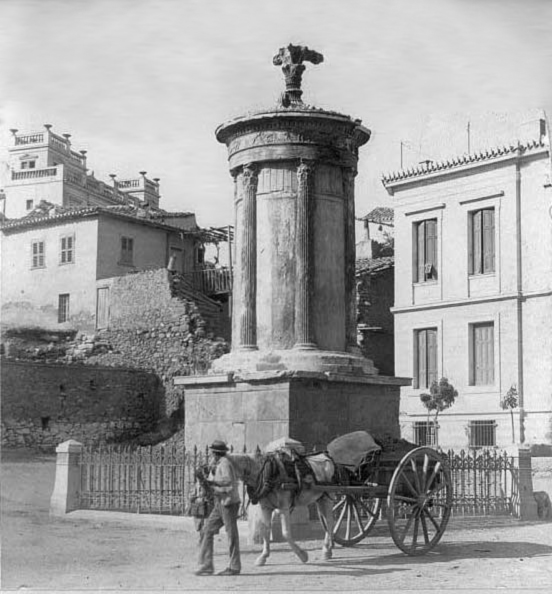
Das Denkmal um 1900

Im antiken Athen wurden jedes Jahr während der Feierlichkeiten zu Ehren des Gottes Dionysos musische Wettkämpfe abgehalten. Bei einem dieser Wettkämpfe, dem Dithyrambos, traten Mitglieder der einzelnen attischen Phylen gegeneinander an. Dem Choregen des siegreichen Chors stiftete der attische Staat einen vergoldeten Dreifuß, mit der Auflage, diesen an einem öffentlichen Platz innerhalb der Stadt aufzustellen. Lysikrates, der im Jahr 335/334 v. Chr. unter dem Archon Euainetos den Sieg davontrug, ließ zu diesem Zweck ein Monument an der Tripodenstraße errichten, die im Altertum von zahlreichen solchen Dreifußmonumenten gesäumt war.
In nachantiker Zeit wurde das Monument zunächst als „Laterne des Demosthenes“ bekannt. 1669 wurde es in ein damals neuerrichtetes Kapuzinerkloster miteinbezogen, wo es offenbar als Lesestube und Bibliothek verwendet wurde. Daher mag auch die Anekdote stammen, Demosthenes habe es bereits in der Antike zu einem solchen Zweck verwendet. Zu Beginn des 17. Jhs. war es offenbar als Hühnerstall genutzt worden.
Ins Licht der Öffentlichkeit geriet das Monument erstmals, nachdem seine architektonischen Eigenheiten 1762 durch James Stuart und Nicholas Revett dokumentiert worden waren. Stuarts Beschreibung in The Antiquities of Athens prägte auch die heute gängige Bezeichnung als „Monument des Lysikrates“ oder „Lysikratesmonument“. 
Um 1800 ließ Lord Elgin Zeichnungen von dem Denkmal anfertigen und den Fries in Gips abformen. Angeblich gab es sogar Überlegungen, den Griechen das Denkmal abzukaufen, es Stein für Stein abzutragen und nach London bringen zu lassen. Dieses Vorhaben wurde allerdings nie in die Tat umgesetzt.
Während des griechischen Unabhängigkeitskrieges geriet das Kloster, mit dem das Monument zu diesem Zeitpunkt noch immer baulich verbunden war, offenbar mehrmals unter Beschuss und fiel schließlich einem Brand zum Opfer. Das Lysikratesmonument selbst wurde 1831 notdürftig gereinigt und von Schutt befreit. Um 1840 fertigte Theophil Hansen Zeichnungen des Monuments an, Details des Denkmals verwendete er später in seinen Bauten.
1845 wurde das Denkmal unter Aufsicht französischer Archäologen erneut einer sorgfältigen Reinigung unterzogen und notdürftig gegen Einsturz gesichert. Eine fachkundige Restaurierung folgte zwischen 1876 und 1877. Das Monument hatte sich auf der Nordseite stark abgesenkt, sodass viele der Quadern aus dem Sockel entfernt und neu eingesetzt oder ausgetauscht werden mussten. Viele der gewölbten Marmorplatten in den Interkolumnien waren beschädigt und wurden durch Mauerflicken ersetzt. Gleichzeitig wurde der Rundbau mit Eisenverklammerungen gesichert. Nach Abschluss der Arbeiten wurde das bis dahin völlig freistehende Denkmal mit einer umlaufenden Mauer geschützt.
Das heutige Erscheinungsbild des Denkmals ist stark von einer zweiten, deutlich aufwendigeren Restaurierung geprägt, die 1892 stattfand. In ihrem Verlauf wurden alle älteren Flickungen entfernt und fehlende Bauteile so originalgetreu wie möglich ergänzt. Im Zuge dieser Instandsetzungsmaßnahme wurde auch die bauliche Umgebung des Lysikratesmonumentes platzartig umgestaltet.
1921 führte das Deutsche Archäologische Institut unter Leitung von Franz Studniczka erneut Ausgrabungen am Sockel des Monumentes durch, um Fundament und Unterbau des Denkmals zu dokumentieren. Die Untersuchungen beschränkten sich zunächst auf einen schmalen Schnitt, wurden aber später auf das umliegende Areal ausgedehnt. Dabei kamen Reste der beiden heute freiliegenden Sockelfundamente benachbarter Bauten sowie Fundamente des zerstörten Klosters zutage.

## Baugestalt
Das Lysikratesmonument steht auf einem 2,93 m breiten und 3,50 m hohen quadratischen Sockel aus Porosblöcken, die einen Kern aus Breccia umschließen. Abgeschlossen wird der Sockel von einem umlaufenden Gesims aus bläulich-grauem Marmor vom Hymettos. Darüber erhebt sich auf einem dreistufigen Unterbau ein sechssäuliger, korinthischer Pseudomonopteros aus pentelischem Marmor.
Der Bau scheint ursprünglich mit freien Interkolumnien geplant gewesen zu sein. Aus statischen Gründen wurden dann allerdings noch während der Errichtung marmorne Platten zwischen die Säulen eingepasst. Einzig das östliche, der Straße zugewandte Interkolumnium blieb offen und gestattete freien Einblick in das Innere des Monuments, wo möglicherweise eine Statue aufgestellt war. Heute ist der Innenraum nicht mehr zugänglich, da bei der Restaurierung auch das Ostinterkolumnium fälschlicherweise mit einer Marmorplatte verschlossen wurde.
Die Verschlussplatten bestehen aus zwei Teilen: Den unteren Abschnitt bildet eine gewölbte Platte aus hymettischem Marmor, die etwa bis auf die Höhe der Kapitelle reicht. Darüber sind jeweils zwei wesentlich dünnere Platten aus pentelischem Marmor eingesetzt, die mit Dreifüßen verziert sind. Besonders die dünnen Dreifußplatten scheinen allerdings sehr anfällig für Beschädigungen gewesen zu sein. Von den zwölf am Bau angebrachten Platten sind nur noch die beiden im Nordwest-Interkolumnium eingesetzten Stücke antik – bei allen anderen handelt es sich um nachantike Ersatzstücke, die aufgrund stilistischer Unterschiede den verschiedenen Restaurierungsphasen zugewiesen werden können.
Die am Bau verwendeten Säulen sind monolithisch gearbeitet, stehen auf attischen Basen und werden von korinthischen Kapitellen bekrönt. Sie sind jeweils 3,54 m hoch und haben einen Durchmesser von nur 33 cm. Damit sind sie selbst für korinthische Säulen verhältnismäßig schlank.
Das darüber liegende ionische Gebälk besteht aus einem einzigen, monolithischen Block mit etwa 2,50 m Durchmesser. Es setzt sich zusammen aus einem unverzierten Dreifaszienarchitrav und einem figürlich verzierten Fries. Es folgt hierin den Gestaltungsvorgaben der attisch-ionischen Ordnung, während in Kleinasien auf dem Architrav direkt das Geison lag.
Auf dem Architrav war an der Ostseite eine dreizeilige Weihinschrift angebracht, die heute allerdings aufgrund der fortschreitenden Verwitterung kaum noch lesbar ist. Zu lesen war: „Lysikrates aus Kikynna, Sohn des Lysitheides, war Chorege, die Phyle Akamantis siegte mit einem Knabenchor, Theon war Aulosspieler, der Athener Lysiades übte das Stück ein, Euainetos war Archon“ (IG II² 3042). Der in der Inschrift genannte Lysiades unterwies bereits den Knabenchor der Phyle Oineis, die unter dem Archontat des Aristodemos im Jahr 352/351 v. Chr. siegreich war.
Der Fries, der ebenfalls durch Witterungseinflüsse, Verkehr und Vandalismus stark in Mitleidenschaft gezogen wurde, stammt möglicherweise aus einer Werkstatt, die von Leochares beeinflusst war. Er zeigt eine Szene aus dem 7. Homerischen Hymnos: Der Gott Dionysos wird von Piraten gefangen genommen und bestraft diese für ihren Frevel, indem er sie in Delphine verwandelt. Aufgrund leichter Variationen im Mythenstoff ist häufig vermutet worden, dass der Fries möglicherweise den Inhalt des Liedes wiedergibt, mit dem Lysikrates am Dithyrambenwettbewerb teilgenommen hatte.
Den Übergang zwischen Gebälk und Dachrand markiert ein ionisches Geison mit Zahnschnitt. Der Dachrand besteht ungewöhnlicherweise aus einer doppelten Sima, deren äußere wohl ursprünglich mit Palmetten geschmückt war, während die innere die Form eines laufenden Hundes aufwies. Davon ist aber heute kaum noch etwas zu erkennen. Das monolithische Dach selbst war als flache Kuppel ausgearbeitet, die mit acht Reihen von spitzovalen Schuppen bedeckt ist. Auf dem Scheitel erhebt sich ein Akroter in Form eines korinthischen Kapitells. Ob der von Lysikrates gewonnene Dreifuß auf diesem „Dachkapitell“ aufsaß oder möglicherweise direkt auf dem Dach stand und das Ornament lediglich den freien Raum zwischen seinen Beinen ausfüllen sollte, ist in der Forschung umstritten.
Das Monument ist heute, ohne den Dreifuß, etwa zehn Meter hoch.
Insgesamt weist das Lysikratesmonument mehrere architektonische Eigenheiten auf. Obwohl die Kapitellform noch nicht den späteren korinthischen Kapitellen entspricht, ist das Lysikratesmonument eines der ersten Bauwerke, bei denen nachweislich korinthische Säulen für die Außengestaltung verwendet wurden. Auch die Bauform ist ungewöhnlich, denn die gesicherte Datierung macht das Denkmal zum ältesten bekannten Monopteros der Architekturgeschichte.

## Gegenwart
Bis heute werden weltweit verschieden große Repliken des Lysikratesmonuments aufgestellt, oft in Parkanlagen.
Die Trophäe des Driehaus-Architektur-Preises für klassische Architektur der Gegenwart besteht aus einem bronzenen Lysikratesmonument.